# Стоян Попсимеонов
Стоян Попсимеонов, Симеонов, или Симов (изписване до 1945 година: Стоянъ попъ Симеоновъ), е български учител, общественик и революционер, деец на Вътрешната македоно-одринска революционна организация. 

## Биография
Стоян Попсимеонов е роден на 14 октомври 1880 година във Велес, тогава в Османската империя. През 1902 година завършва българската духовна семинария в Цариград, а след това следва социални науки в Лозана, Швейцария. През 1905 година става учител в Одрин.
Включва се в революционната дейност на ВМОРО и в периода 1905-1907 година е член на окръжния революционен комитет на Одринския революционен окръг. В 1906/1907 година е учител в Одринската българска гимназия. След края на учебната година Екзархията е принудена от османските власти да го уволни заради подозрения в революционна дейност.
През 1908 – 1910 година е учител и училищен инспектор в Сяр и Солун, като продължава да работи за революционното дело. Участва в дейността на Съюза на българските конституционни клубове. На втория конгрес на организацията е избран за член на Централното бюро.
Занимава се и с журналистика, а от 1911 година участва в редактирането на списание „Искра“ и вестник „Българин“, както на „Бюлгари“.
През 1912/1913 година е училищен инспектор в Солунската епархия.
След края на Балканската война се установява да живее в България. През 1923 година като делегат от Велешкото благотворително братство е избран за съветник в Националния комитет на Съюза на македонските емигрантски организации при обединението на МФРО с неутралните братства. Член-учредител е на Македонския научен институт. Умира в София на 19 декември 1946 година.